# Bielefeld Hauptbahnhof

Der Bielefelder Hauptbahnhof ist der wichtigste Bahnhof der Region Ostwestfalen-Lippe. Neben der Größe Bielefelds ist er von Bedeutung als Knotenpunkt zwischen Fern- und Regionalverkehr. Der Bahnhof liegt am Bielefelder Pass.

## Anlage

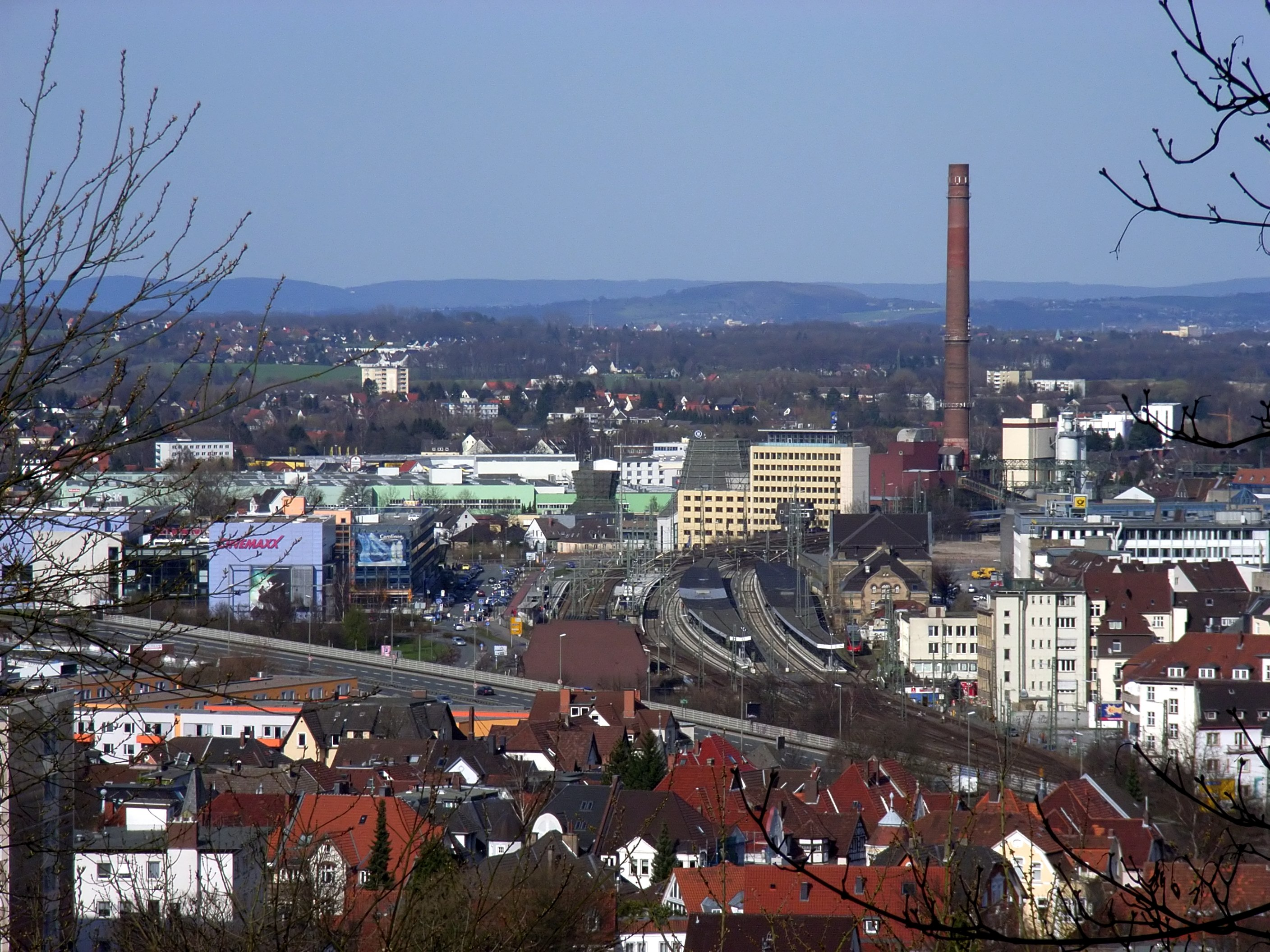
Hbf (Mitte), Hauptpost (rechts), Neues Bahnhofsviertel (links), Stadtwerke und Miele (hinten), Ostwestfalendamm (vorn)

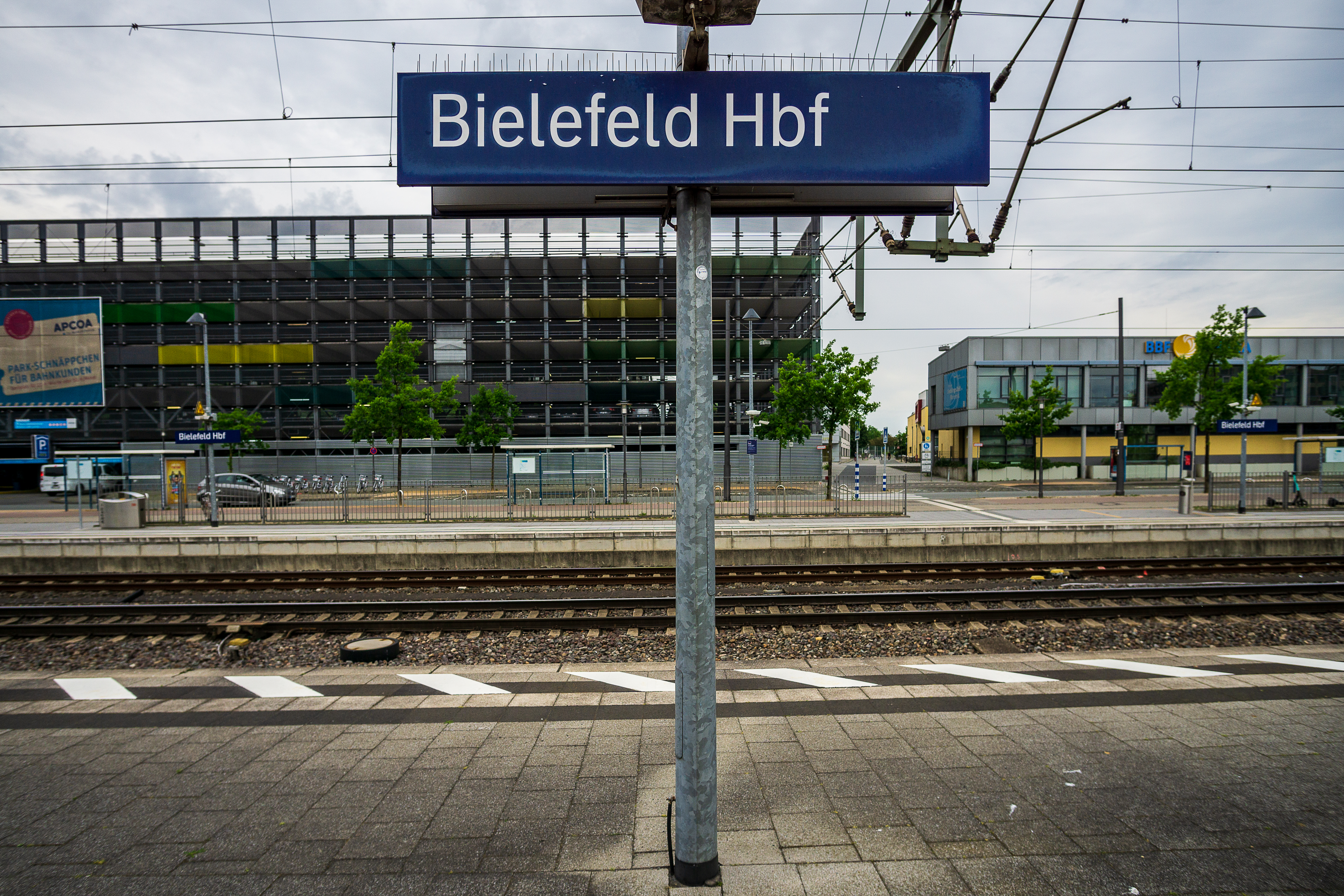
Bahnhofsschild am Bahnsteig

Der Bielefelder Hauptbahnhof liegt im Nordwesten der Stadt und trennt das neue Bahnhofsviertel von der Innenstadt. Unweit des Empfangsgebäudes befinden sich die Zugänge zu der im Innenstadtbereich unterirdisch verkehrenden Stadtbahn. Gegenüber liegen die Stadthalle Bielefeld und ein Tagungshotel.
Er ist ein Durchgangsbahnhof an der von Südwesten nach Nordosten durch das Stadtgebiet verlaufenden Bahnstrecke Hamm–Minden. Die Bahnsteige sind einzeln überdacht.
Nordöstlich des Bahnhofes lag das 1985 aufgegebene Bahnbetriebswerk Bielefeld, dessen Anlagen teilweise noch erhalten sind und unter Denkmalschutz stehen.

## Geschichte
Bei der Eröffnung des Abschnittes Hamm – Minden der Köln-Mindener Eisenbahn am 15. Oktober 1847 hatte der Bahnhof in Bielefeld nur einen provisorischen Fachwerkbau. Das erste steinerne Empfangsgebäude wurde 1849 fertiggestellt. Es wurde 1885 umgebaut und erweitert. Der Bahnhof lag damals weit im Norden der Stadt, weil dort ausreichend ebenes Gelände zur Verfügung stand. Südwestlich des Bahnhofs führt die Strecke zwar nahe an der Altstadt vorbei, steigt aber schon zum Bielefelder Pass an. Die Entfernung von nahezu einem Kilometer zwischen Altstadt und Bahnhof gab den Anstoß zur Entwicklung des öffentlichen Personennahverkehrs in Bielefeld. In den nächsten Jahrzehnten wuchsen Wohn- und Industriebebauung der Stadt an den Bahnhof heran und schließlich weit darüber hinaus.
In den ersten Jahrzehnten des Schnellzugverkehrs hielten nicht alle Züge in Bielefeld. Minden als Sitz eines Regierungspräsidenten und Festung mit großer Garnison war im preußischen Staat wichtiger als das damals nur von Industrie geprägte Bielefeld.
Die Zahl der Reisenden stieg stark an, so dass ein Neubau in Bielefeld erforderlich wurde. 1907 wurde mit der Errichtung des heutigen Empfangsgebäudes begonnen. Der Jugendstilbau mit Natursteinfassaden wurde am 1. Mai 1910 eröffnet. Im Westflügel befanden sich jeweils ein Wartesaal für die erste und zweite sowie einer für die dritte und vierte Klasse, im Ostflügel Dienststellen und Dienstwohnungen. In der Eingangshalle lagen Fahrkartenausgabe und Gepäckschalter. Anfangs hatte das Empfangsgebäude noch Türen zu einem angrenzenden Hausbahnsteig. Beim Umbau der Strecke Hamm–Minden auf vier Gleise in den Jahren 1911 bis 1917 wurden der Passagier- und der Gepäcktunnel angelegt und der Bahnhof bekam sechs Bahnsteiggleise an drei Bahnsteigen, die bis Anfang des 21. Jahrhunderts kaum verändert wurden. Damit führte wie noch heute das erste Gleis direkt am Gebäude entlang und alle Bahnsteige waren nur noch durch die Tunnel zu erreichen. Stilistisch auf die Empfangshalle abgestimmt, aber ohne Natursteinfassaden, entstand auf der Nordseite der Gleisanlagen ein Güterabfertigungsgebäude.
Die schweren Bombenangriffe auf Bielefeld im September 1944 überstand der Bahnhof nahezu unbeschädigt, so dass die Fassade trotz mehrerer Modernisierungen des Gebäudes bis heute nahezu unverändert ist. Ein Mahnmal auf dem Bahnhofsvorplatz erinnert an die Deportation von Juden in die Vernichtungslager, die während der Nazidiktatur auch vom Bahnhof Bielefeld aus erfolgte.

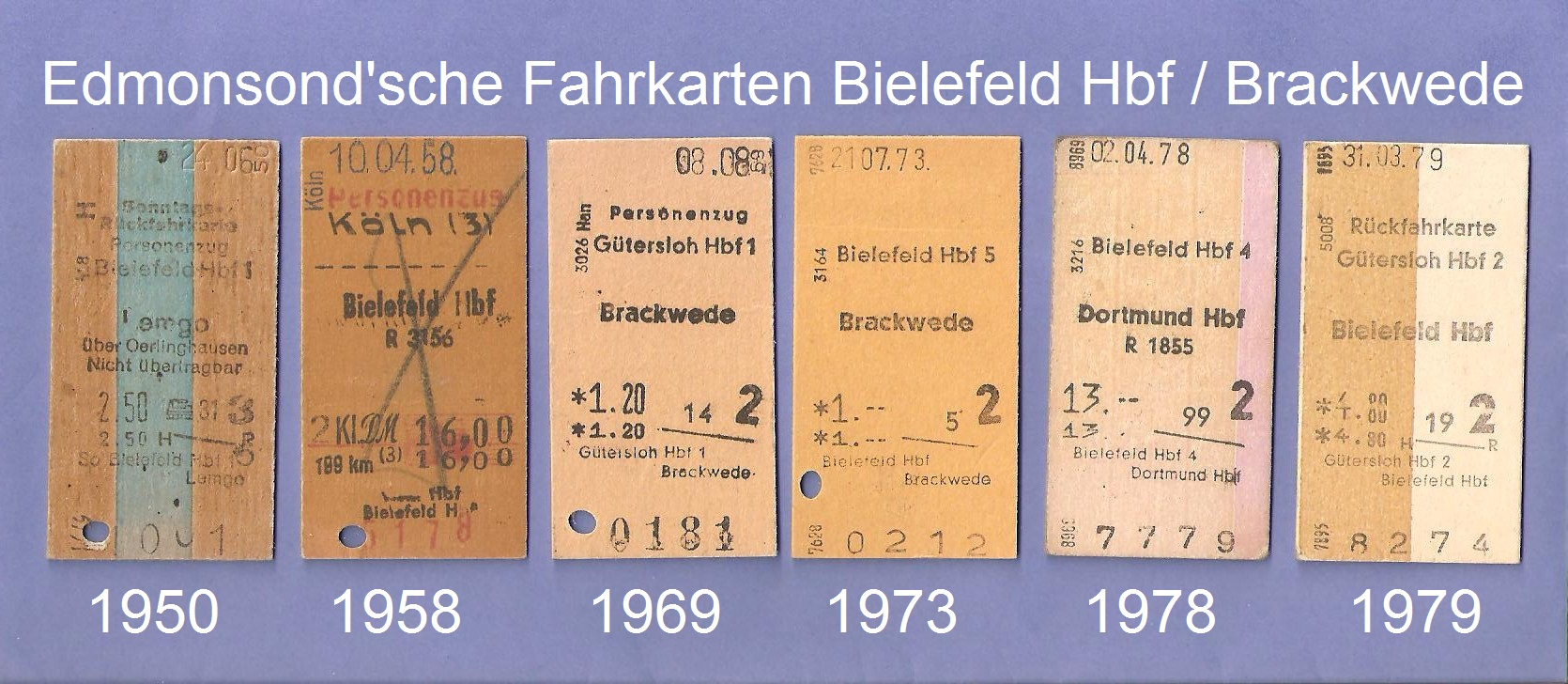
Zu Zeiten der Deutschen Bundesbahn zwischen 1950 und 1979 ausgestellte Edmondsonsche Fahrkarten im Binnenverkehr Bielefeld Hbf – Brackwede, im Nahverkehr mit Gütersloh und Lemgo, sowie im Fernverkehr aus Köln

Nach dem Zweiten Weltkrieg war zwischen 1946 und 1947 in Bielefeld die Hauptverwaltung der Eisenbahnen des amerikanischen und britischen Besatzungsgebiets angesiedelt, aus der 1949 die Deutsche Bundesbahn hervorging. Letztmals fungiert die Deutsche Bundesbahn, Generalbetriebsleitung West, Bielefeld für das amtliche Kursbuch zum Winterfahrplan 2. Oktober 1949 bis 13. Mai 1950 als Herausgeber.
Die Bedeutung des Bahnhofs im Eisenbahnsystem wurde gefestigt durch die Elektrifizierung der Hauptstrecke Hamm – Hannover am 29. September 1968 und die Einführung der ICE-Verbindung zwischen Köln und Berlin in den 1990er Jahren, auf der Bielefeld Systemhalt mit vertakteter Anbindung der Regionallinien ist.

### Ausblick
Im Zuge der Umsetzung des Deutschlandtakts (mit der Neubaustrecke Bielefeld–Hannover) und der S-Bahn Ostwestfalen soll der Bahnhof weiter ausgebaut werden. Erste Planungen sehen im Wesentlichen zwei zusätzliche Gleise (9 und 10) sowie einen H-Bahnsteig zwischen den Gleisen 6 und 9 vor. Zudem soll auch das Abstellgleis 99 einen Bahnsteig erhalten.

## Umbau 2000

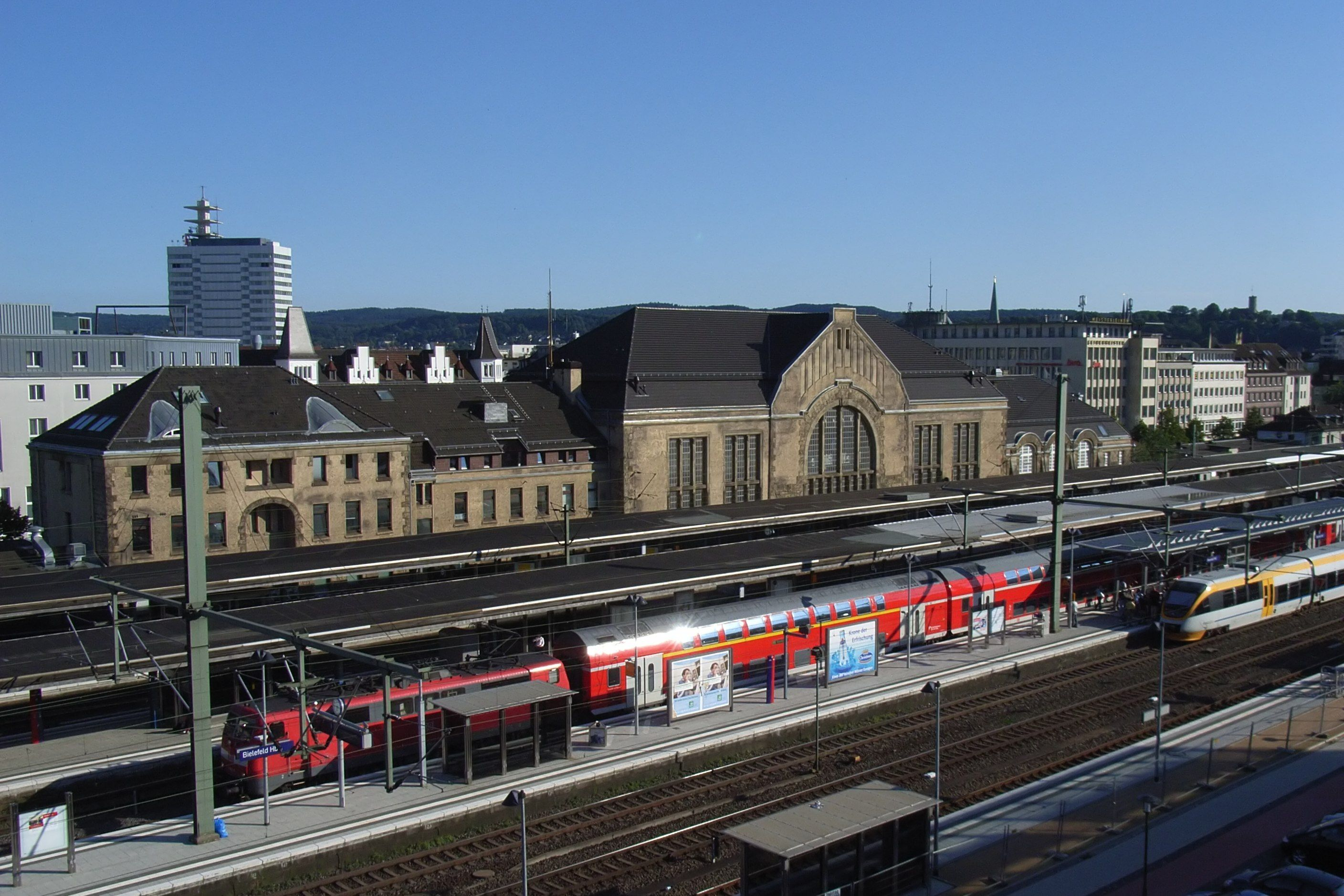
Bielefelder Hauptbahnhof, Nordwestansicht

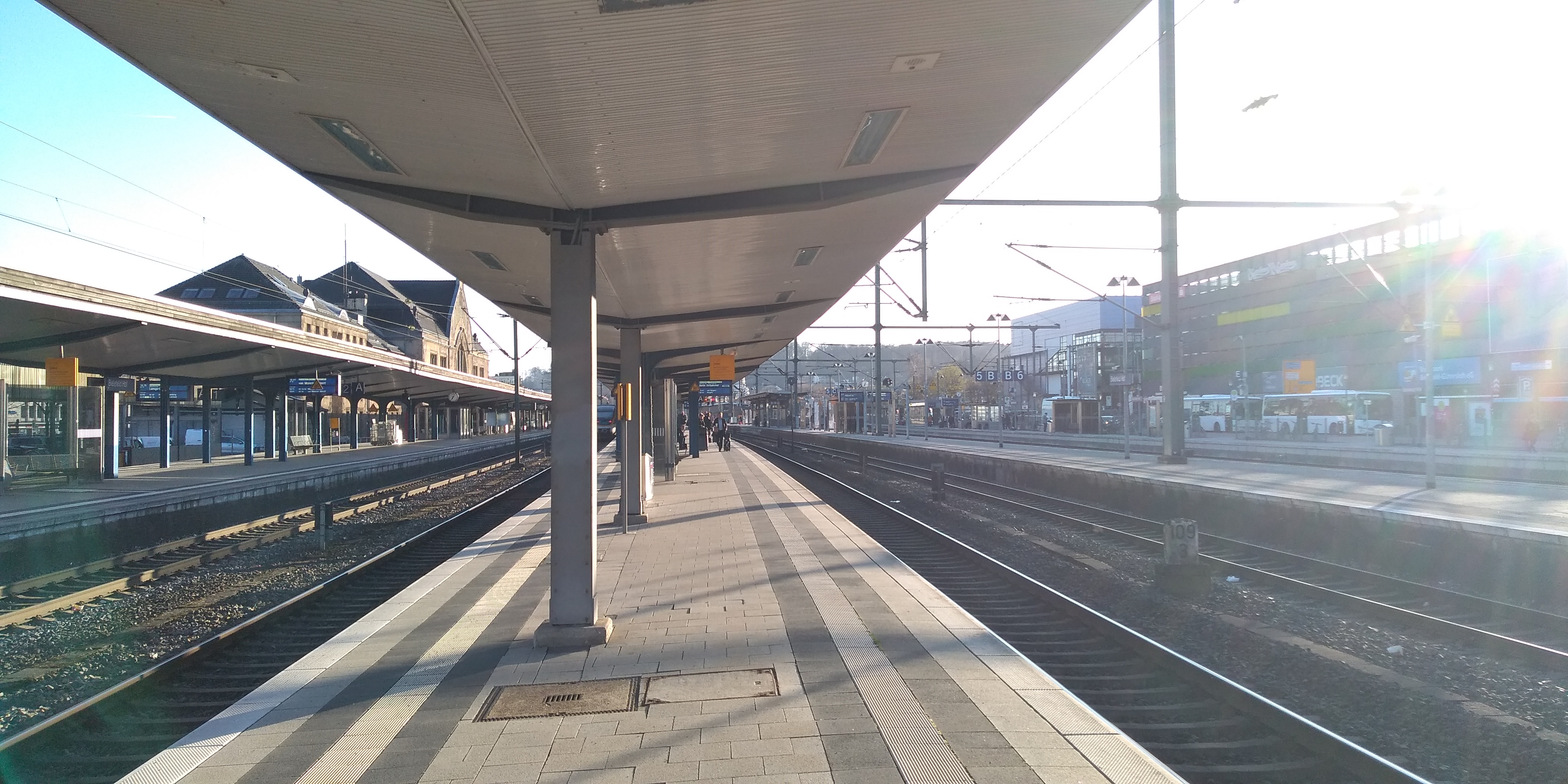
Bielefeld Hauptbahnhof Innenansicht von Gleis 3,4.

Bei der Verlegung zentraler Streckenabschnitte der Bielefelder Stadtbahn unter die Erde wurde darauf verzichtet, unter dem Hauptbahnhof eine zentrale Haltestelle einzurichten. Grund dafür ist auch der unter dem Bahnhofsvorplatz befindliche Weltkriegsbunker, dessen Abtragung zu kostenintensiv und aufwändig wäre. Aus diesem Grund entstand die zentrale Stadtbahn-Haltestelle „Hauptbahnhof“ 150 Meter südöstlich. Sie ist mit dem Bahnhofsvorplatz durch ein überdachtes Personentransportband verbunden (im Volksmund „die Tüte“ genannt). Anfang des 21. Jahrhunderts wurde der alte Güterbahnhof nördlich der Bahntrasse abgerissen, um Platz für eine Auf- und Abfahrt der Stadtautobahn Ostwestfalendamm sowie zum Neuen Bahnhofsviertel zu gewinnen.
Die Baumaßnahmen umfassten die Verbreiterung und Verlängerung des Fußgängertunnels mit Durchstich nach Norden sowie die barrierefreie Modernisierung der vorhandenen Bahnsteige und des denkmalgeschützten historischen Empfangsgebäudes. Ebenso wurden zusätzliche Gleise und nördlich ein neuer Bahnsteig gebaut. Der Personenbahnhof wurde so auf sieben Bahnsteiggleise an vier Bahnsteigen erweitert.
Ausbau und Modernisierungsumbau sollten ursprünglich bereits im Jahr 2000 abgeschlossen sein. Nach einer Insolvenz des Generalunternehmers ruhten die Bauarbeiten jedoch aufgrund ungeklärter finanzieller Umstände für einen Zeitraum von 17 Monaten. Da der Um- und Ausbau bei laufendem Betrieb erfolgte, war dieser mit erheblichen Komforteinbußen für die Fahrgäste verbunden. Erst im September 2006 konnten die Baumaßnahmen abgeschlossen werden. Insgesamt wurden 26,2 Millionen Euro investiert.
Der Bahnhof ist jetzt direkt mit dem Neuen Bahnhofsviertel auf der Nordseite verbunden, welches die Attraktivität der Stadt steigern soll. Die dort ansässigen gastronomischen Betriebe, Diskotheken, Wellness- und Freizeitangebote profitieren von der direkten Anbindung an den Bahnhof. Bahnhofsviertel und Bahnhof unterstützen sich auch gegenseitig; so wird zum Beispiel das Parkhaus des neuen Viertels auch von Bahnreisenden genutzt.

## Verbindungen
Vom Bielefelder Hauptbahnhof verkehren Züge des Fern- und Nahverkehrs in der Relation Ruhrgebiet–Hannover und Regionalzüge innerhalb der Region Ostwestfalen-Lippe. Weil der Bahnhof nur sieben Bahnsteiggleise aufweist, werden diese teilweise von zwei Zügen gleichzeitig belegt.

### Fernverkehr
Im Fahrplanjahr 2022/2023 hielten folgende Fernverkehrslinien in Bielefeld:
| Linie                                                                                       | Linienverlauf | Linienverlauf | Takt                       |               |
| ------------------------------------------------------------------------------------------- | --- | --- | -------------------------- | ------------- |
| ICE 10                                                                                      | Berlin Ostbahnhof – Berlin Hbf – Berlin-Spandau – Stendal – Wolfsburg – Hannover – Bielefeld – Hamm – | Dortmund – Duisburg – Düsseldorf (– Köln/Bonn Flughafen) | 60 min (Flügelung in Hamm) |               |
| ICE 10                                                                                      | Berlin Ostbahnhof – Berlin Hbf – Berlin-Spandau – Stendal – Wolfsburg – Hannover – Bielefeld – Hamm – | Wuppertal – Köln (– Bonn – Koblenz) | 60 min (Flügelung in Hamm) |               |
| ICE 14                                                                                      | Ostseebad Binz – Stralsund – Berlin Ostbahnhof – Berlin – Berlin-Spandau – Stendal – Wolfsburg – Hannover – Bad Oeynhausen – Herford – Bielefeld – Gütersloh – Hamm – Dortmund – Bochum – Essen – Mülheim – Duisburg – Düsseldorf – Köln | Ostseebad Binz – Stralsund – Berlin Ostbahnhof – Berlin – Berlin-Spandau – Stendal – Wolfsburg – Hannover – Bad Oeynhausen – Herford – Bielefeld – Gütersloh – Hamm – Dortmund – Bochum – Essen – Mülheim – Duisburg – Düsseldorf – Köln | einzelne Züge              | einzelne Züge |
| IC 32                                                                                       | Berlin – Berlin-Spandau – Wolfsburg – Hannover – Herford – Bielefeld – Gütersloh – Hamm – Dortmund – Bochum – Essen – Mülheim – Duisburg – Düsseldorf Flughafen – Düsseldorf – Köln – Bonn – Remagen – Andernach – Koblenz – Bingen – Mainz – Worms – Mannheim – Heidelberg – Stuttgart (– Plochingen – Nürtingen – Metzingen – Reutlingen – Tübingen) | Berlin – Berlin-Spandau – Wolfsburg – Hannover – Herford – Bielefeld – Gütersloh – Hamm – Dortmund – Bochum – Essen – Mülheim – Duisburg – Düsseldorf Flughafen – Düsseldorf – Köln – Bonn – Remagen – Andernach – Koblenz – Bingen – Mainz – Worms – Mannheim – Heidelberg – Stuttgart (– Plochingen – Nürtingen – Metzingen – Reutlingen – Tübingen) | 2 Zugpaare (Fr/So)         |               |
| IC 55                                                                                       | Dresden – Dresden-Neustadt – Riesa – Leipzig – Flughafen Leipzig/Halle – Halle – Köthen – Magdeburg – Helmstedt – Braunschweig – Hannover – Minden – Herford – Bielefeld – Gütersloh – Hamm – Dortmund – Hagen – Wuppertal – Solingen – Köln | Dresden – Dresden-Neustadt – Riesa – Leipzig – Flughafen Leipzig/Halle – Halle – Köthen – Magdeburg – Helmstedt – Braunschweig – Hannover – Minden – Herford – Bielefeld – Gütersloh – Hamm – Dortmund – Hagen – Wuppertal – Solingen – Köln | 120 min                    |               |
| FLX 30                                                                                      | Leipzig – Berlin Südkreuz – Berlin – Berlin-Spandau – Stendal – Hannover – Bielefeld – Gütersloh – Dortmund – Essen – Duisburg – Düsseldorf – Köln – Aachen | Leipzig – Berlin Südkreuz – Berlin – Berlin-Spandau – Stendal – Hannover – Bielefeld – Gütersloh – Dortmund – Essen – Duisburg – Düsseldorf – Köln – Aachen | einzelne Züge              |               |
| Bahnhöfe, an denen nur vereinzelt Züge der jeweiligen Linie halten, sind kursiv dargestellt | | |                            |               |

### Nahverkehr
| Linie      | Linienverlauf | Takt                | Betreiber        |
| ---------- | --- | ------------------- | ---------------- |
| RE 6 (RRX) | Rhein-Weser-Express: Köln/Bonn Flughafen – Köln Hbf – Dormagen – Neuss Hbf – Düsseldorf-Bilk – Düsseldorf Hbf – Düsseldorf Flughafen – Duisburg Hbf – Mülheim (Ruhr) Hbf – Essen Hbf – Wattenscheid – Bochum Hbf – Dortmund Hbf – Kamen – Hamm (Westf) Hbf – Heessen – Ahlen (Westf) – Beckum-Neubeckum – Oelde – Rheda-Wiedenbrück – Gütersloh Hbf – Bielefeld Hbf – Herford – Löhne (Westf) – Bad Oeynhausen – Porta Westfalica – Minden (Westf) Stand: Fahrplanwechsel Dezember 2023 | 60 min              | National Express |
| RB 61      | Wiehengebirgs-Bahn: Hengelo – Oldenzaal – Bad Bentheim – Schüttorf – Salzbergen – Rheine – Hörstel – Ibbenbüren-Esch – Ibbenbüren – Ibbenbüren-Laggenbeck – Osnabrück Altstadt – Osnabrück Hbf – Wissingen – Westerhausen – Melle – Bruchmühlen – Bünde (Westf) – Kirchlengern – Hiddenhausen-Schweicheln – Herford – Brake (b Bielefeld) – Bielefeld Hbf Stand: Fahrplanwechsel Dezember 2021                                                                                          | 60 min              | Eurobahn         |
| RB 67      | Warendorfer Bahn: Münster (Westf) Hbf – Telgte – Warendorf-Einen-Müssingen – Warendorf – Beelen – Clarholz – Herzebrock – Rheda-Wiedenbrück – Gütersloh Hbf – Isselhorst-Avenwedde (einzelne Züge morgens an Werktagen) – Bielefeld-Brackwede – Bielefeld Hbf Stand: Fahrplanwechsel Dezember 2021 | 60 min              | Eurobahn         |
| RB 69      | Ems-Börde-Bahn (verkehrt zwischen Münster und Hamm zusammen mit der unter gleichem Namen fahrenden RB 89): Münster (Westf) Hbf – Münster-Hiltrup – Rinkerode – Drensteinfurt – Mersch (Westf) – Bockum-Hövel – Hamm (Westf) Hbf – Heessen – Ahlen (Westf) – Beckum-Neubeckum – Oelde – Rheda-Wiedenbrück – Gütersloh Hbf – Isselhorst-Avenwedde – Bielefeld-Brackwede – Bielefeld Hbf Stand: Fahrplanwechsel Dezember 2021                                                              | 60 min              | Eurobahn         |
| RE 70      | Weser-Leine-Express: Bielefeld Hbf – Herford – Löhne (Westf) – Bad Oeynhausen – Porta Westfalica – Minden (West) – Bückeburg – (Kirchhorsten –)* Stadthagen – (Lindhorst (Schaumb-Lippe) –)* Haste – Wunstorf – Hannover Hbf – Lehrte – Hämelerwald – Vöhrum – Peine – Vechelde – Braunschweig Hbf * nur einzelne Züge im Berufsverkehr Stand: Fahrplanwechsel Dezember 2021 | 120 min             | WestfalenBahn    |
| RB 71      | Ravensberger Bahn: Rahden – Espelkamp – Lübbecke (Westf) – Bad Holzhausen – Mesch Neue Mühle – Bieren-Rödinghausen – Bünde (Westf) – Kirchlengern – Hiddenhausen-Schweicheln – Herford – Brake (b Bielefeld) – Bielefeld Hbf Stand: Fahrplanwechsel Dezember 2021 | 60 min              | Eurobahn         |
| RB 73      | Der Lipperländer: Bielefeld Hbf – Bielefeld Ost – Oldentrup – Ubbedissen – Oerlinghausen – Helpup – Ehlenbruch – Lage (Lippe) – Hörstmar (Lippe) – Lemgo – Lemgo-Lüttfeld Stand: Fahrplanwechsel Dezember 2021 | 60 min              | Eurobahn         |
| RB 74      | Senne-Bahn: Bielefeld Hbf – Bielefeld-Brackwede – Bielefeld-Senne – Bielefeld-Windelsbleiche – Bielefeld-Sennestadt – Schloß Holte – Hövelriege – Hövelhof – Paderborn-Sennelager – Paderborn Schloß Neuhaus – Paderborn Nord – Paderborn Kasseler Tor – Paderborn Hbf Stand: Fahrplanwechsel Dezember 2021 | 60 min 30 min (HVZ) | NordWestBahn     |
| RB 75      | Haller Willem: Osnabrück Hbf – Osnabrück-Sutthausen – Oesede – Kloster Oesede – Wellendorf – Hilter – Dissen-Bad Rothenfelde – Westbarthausen – Borgholzhausen – Hesseln – Halle (Westf) OWL-Arena – Halle (Westf) – Künsebeck – Steinhagen (Westf) – Steinhagen Bielefelder Straße – Quelle – Quelle-Kupferheide – Bielefeld-Brackwede – Bielefeld Hbf Stand: Fahrplanwechsel Dezember 2021                                                                                            | 60 min              | NordWestBahn     |
| RE 78      | Porta-Express: Nienburg (Weser) – Leese-Stolzenau – Petershagen-Lahde – Minden (Westf) – Porta Westfalica – Bad Oeynhausen – Löhne (Westf) – Herford – Bielefeld Hbf Stand: Fahrplanwechsel Dezember 2023 | 120 min             | Eurobahn         |
| RE 82      | Der Leineweber: Bielefeld Hbf – Oerlinghausen – Lage – Detmold – Horn-Bad Meinberg – Altenbeken Stand: Fahrplanwechsel Dezember 2023 | 60 min              | eurobahn         |

## Tarif
In allen Regionalzügen, Stadtbahnen und Bussen gilt der regionale Tarifverbund „Westfalentarif“ im Teilnetz TeutoOWL und der NRW-Tarif. Ausgenommen sind die Nachtbusse zwischen 1:00 und 5:00 Uhr. Das Niedersachsen-Ticket kann mit Zuzahlung ab/bis Herford benutzt werden.

## Verkehrsanbindung

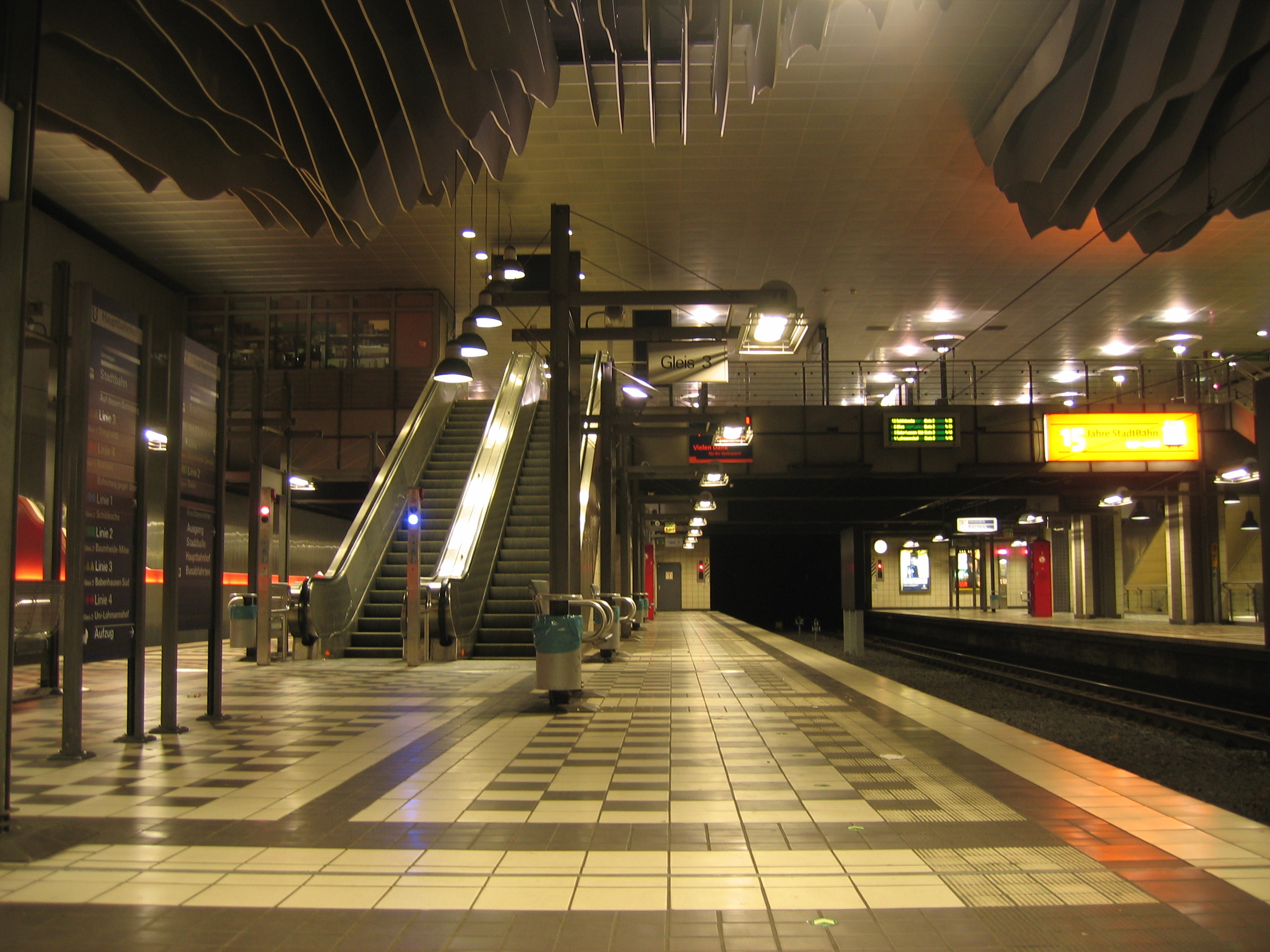
U-Bahnhof Hauptbahnhof

Der U-Bahnhof befindet sich etwa 150 Meter südöstlich vom Hauptbahnhof. Die unterirdische Stadtbahnstation verfügt über vier Gleise, davon liegen drei auf der zweiten Ebene und ein weiteres auf der tieferen dritten Ebene. Über den beiden unteren Plattformen befindet sich die Verteilerebene. Die Haltestelle wird von allen vier Linien der Stadtbahn bedient.
| Linie | Verlauf |
| ----- | --- |
| 1     | Schildesche – Hauptbahnhof – Jahnplatz – Bethel – Brackwede – Senne                                            |
| 2     | Altenhagen – Milse – Baumheide – Hauptbahnhof – Jahnplatz – Sieker                                             |
| 3     | Babenhausen-Süd – Nordpark – Hauptbahnhof – Jahnplatz – Dürkopp Tor 6                                          |
| 4     | Lohmannshof – Universität – Rudolf-Oetker-Halle – Hauptbahnhof – Jahnplatz – Sieker-Mitte – Stieghorst Zentrum |

Ab dem Bahnhofsvorplatz fahren Busse u. a. nach Bad Salzuflen, Leopoldshöhe, Borgholzhausen, Gütersloh, Steinhagen, Werther und Halle. Diese bedienen auch innerstädtische Ziele, beispielsweise Heepen, Dornberg und Quelle. Der zentrale Umsteigeknoten im Bielefelder Busnetz befindet sich jedoch am Jahnplatz (eine Stadtbahnhaltestelle entfernt), ab hier verkehren Busse in alle Richtungen.
Die Tageslinien nehmen an Samstagen erst um circa 6:30 Uhr, an Sonn- und Feiertagen zwischen 8:30 und 9:00 Uhr den Betrieb auf. Ab 5:00 verkehren dann Nachtbusse auf einem besonderen Frühverkehrsnetz. Die Linie N3 fährt den Europaplatz auf der Bahnhofsrückseite (Neues Bahnhofsviertel) an, die Linie N8 hält direkt am Bahnhofsvorplatz, eine weitere Nachtlinie hat eine Haltestelle in der Feilenstraße Ecke Bahnhofstraße (N3) bzw. in der Herforder Straße Ecke Nahariyastraße (N12).

## Park and Ride, Bike and Ride, Rent a Bike
Im neuen Bahnhofsviertel gibt es ein Parkhaus mit P+R-Stellplätzen für Park-and-ride und Park-and-rail. Eine Fahrradstation für Bike-and-ride besteht direkt neben dem Bahnhofsgebäude. Alternativ kann man Mieträder und Elektroräder auch beim neben dem Fahrradparkhaus ansässigen Fahrradkurierdienst mieten.

## Zugang
Der Hauptzugang befindet sich am Bahnhofsplatz und ist etwa 200 Meter Fußweg vom Zugang zur Stadtbahn entfernt. Die Stadtbahn ist barrierefrei über Aufzüge, Blindenleitstreifen und Fahrsteige erreichbar. Der Hauptbahnhof ist ebenfalls mit taktilen Hinweisen ausgestattet.
Die Gleise 1 bis 6 des Hauptbahnhofs sind mit Aufzügen erreichbar, teilweise stehen Rolltreppen zur Verfügung. Der Bahnhof und insbesondere das Gleis 8 kann mit dem Aufzug über das auf der anderen Seite der Gleisanlagen liegende Neue Bahnhofsviertel erreicht werden, von wo ein ebenerdiger Zugang besteht.